# Humillación erótica
La humillación erótica es una clase de humillación psicológica consensuada, cuyo fin es producir excitación erótica y excitación sexual. Esto se aplica tanto para la o las personas humilladas como por el que la aplica, o ambos por igual. En ocasiones es realizada ante espectadores, incluyendo usuario en sitios pornográficos o webcams. Estos pueden ser parte del BDSM y otros juegos de rol sexual, o acompañados por la estimulación de los genitales (u otra región erótica) de una o ambas partes del acto.
La humillación es un tema subjetivo, y depende de su contexto. No necesita ser de connotación sexual, al igual que muchas otras actividades sexuales, son los sentimientos que se obtienen a partir de la experiencia que uno desea, independiente de la naturaleza de la actividad actual. Usualmente, existe un sentimiento de sumisión por la persona que está siendo humillado, y de dominio hacia quién ejerce la humillación. Esta humillación erótica puede aplicarse de forma física o verbal, y puede darse tanto en sitios públicos como privados. Algunos asumen un rol de actuación, mientras que otros prefieren que se les hablen de forma denigrante. Una técnica clásica que se puede utilizar es posicionar al sumiso en un espacio mental de inferioridad, y al mismo tiempo, proporcionarle estimulación sexual. Los individuos seleccionados que desean esta forma de humillación también la usan para adquirir liberación emocional. La humillación puede llegar a ser ritualizada, y a diferencia de otras variaciones sexuales, también se puede llevar a cabo a larga distancia (como vía en línea).
Si bien la fantasía y fascinación por la humillación erótica es una parte prevalente dentro del BDSM y otros juegos de roles sexuales, se ha escrito relativamente poco sobre el tema. El juego de humillación puede, sin embargo, adquirir un punto en el que se vuelve emocionalmente o psicológicamente angustiantes para uno u otro compañero, especialmente si esto involucre vergüenza pública. La humillación erótica puede llegar a ser lo suficientemente extrema para ser considerada una forma de edgeplay (actos sexuales que pueden causar daño real a los involucrados), la cual algunos puede considerar mejor que sea abordado mediante una negociación anticipada, y el uso del safeword o palabra clave para detener el acto, en caso de que haya malestar físico u emocional.

## Terminología y visión general
El nombre más común para referirse a un individuo humillado es el bottom (ser inferior), mientras que aquel que lo humilla es usualmente llamado top (ser superior). Sin embargo, estos términos son estándares que generalmente son utilizados bajo el juego de rol entre dominante y sumiso, y no son específicos dentro de los intereses de la humillación.
- Si la ser superior corresponde a una mujer, a veces se le llama humiliatrix. Entre otros términos comunes incluyen Maestro/Dom (si es un hombre), y Señora/Domme (si es una mujer).
- Para el ser inferior (independiente de su género), posee nombres comunes como esclavo o sub/sumiso.

Si bien los elementos de la humillación erótica pueden ser parte de una ser de actividades vinculadas con la dominación y sumisión, la humillación no es lo mismo que la sumisión. El receptor no necesariamente busca recibir Órdenes. La humillación se convierte en una fuerza sexual cuando el receptor busca la humillación por sobre los medios. Por ejemplo, ser azotado se valora principalmente porque se involucra desprecio. Por ello, la humillación abarca una gran variedad de parafilias, incluyendo el fetichismo de los pies, fetichismo de los senos, retifismo, adoración corporal, azotes, bondages, y otras prácticas sadomasoquistas. Puede ser muy básico como el deseo de besar o masajear los pies antes del acto sexual pleno; como también puede ser complejo, como el uso de juegos de rol o realizar manifestaciones públicas de sumisión. También puede ser por un determinado período de tiempo (como una "escena") o una faceta actual de una relación. La humillación no es intrínseca al acto o al objeto. Más bien, está semióticamente cargada con la actitud compartida de los compañeros vinculados en el acto. Ellos inviertes actos específicos, objetos o parte del cuerpo con un aspecto humillante.

## Métodos de humillación

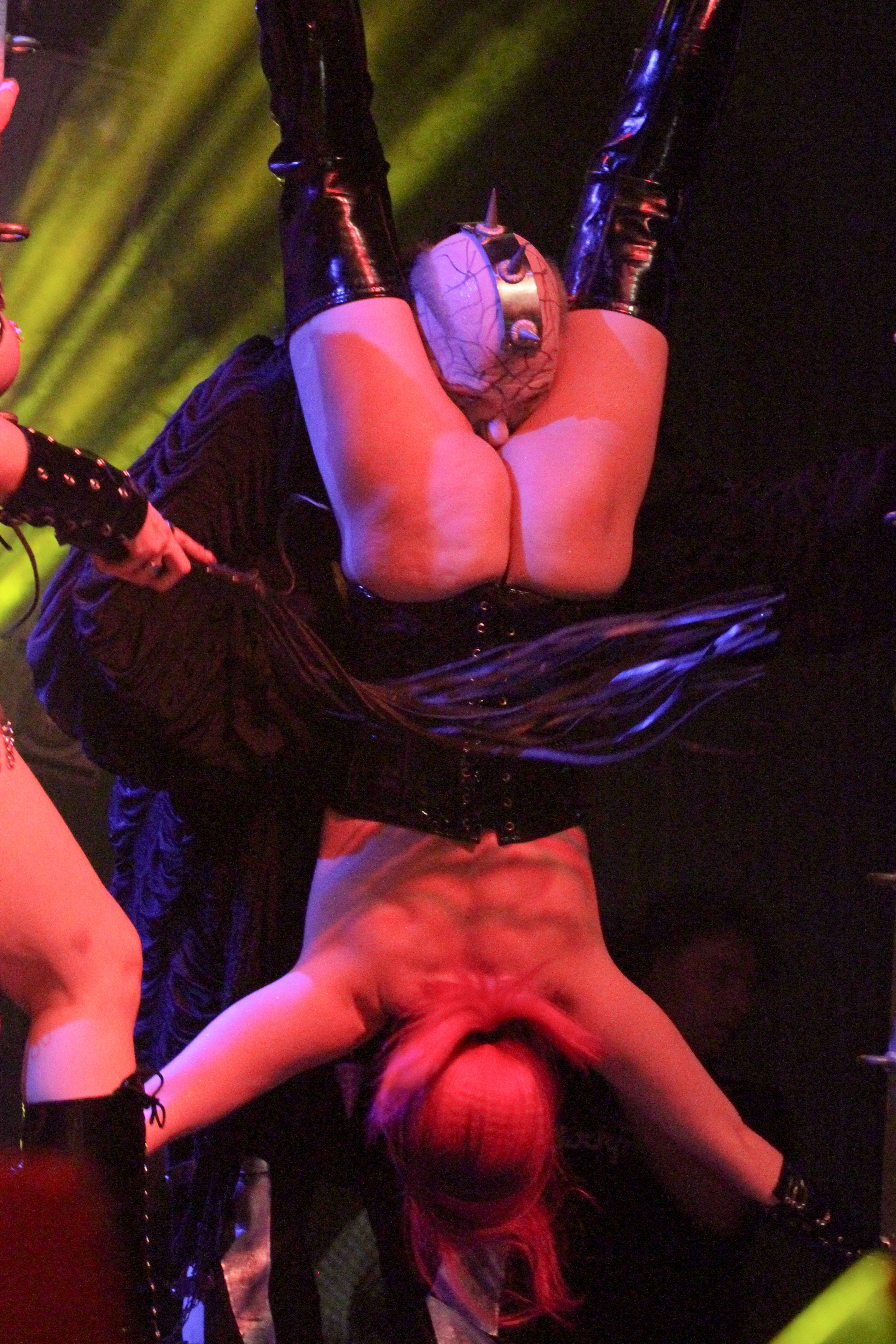
Humillación erótica hacia una mujer realizada en el festival de música de Ondulatorio-Gotik-Treffen, Alemania, 2014. La desnudaron, la colgaron boca abajo y fue flagelada mientras su maestro bajo el rol sexual de un diablo la somete a sus caprichos.

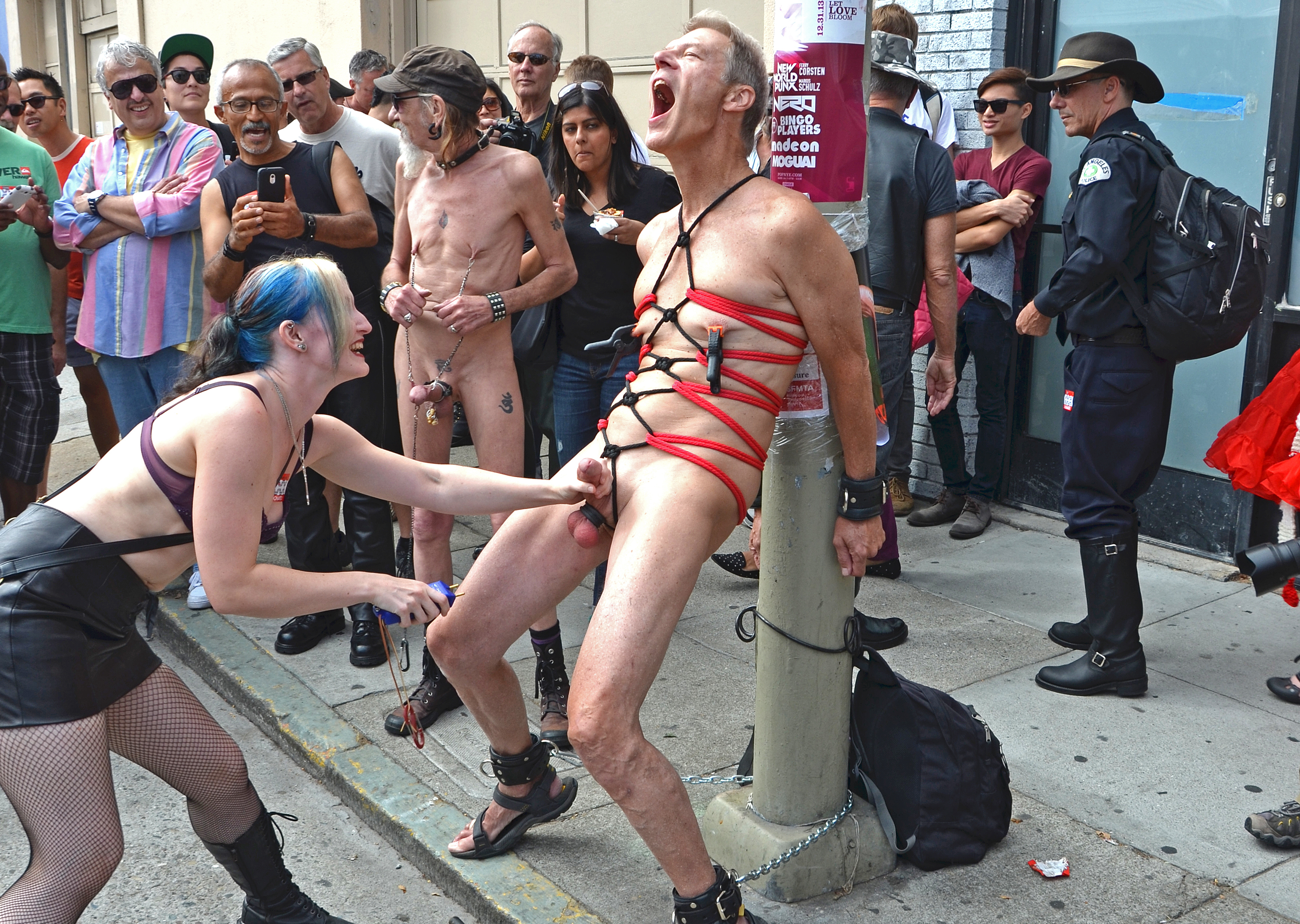
Un sumiso es humillado públicamente en la Folsom Street Fair, 2012. Se trata de una forma de tortura de pene y testículos electroestimulación erotica hacia un hombre atado, de forma que la mujer le agarra el pene y aplica descargas eléctricas en su escroto.

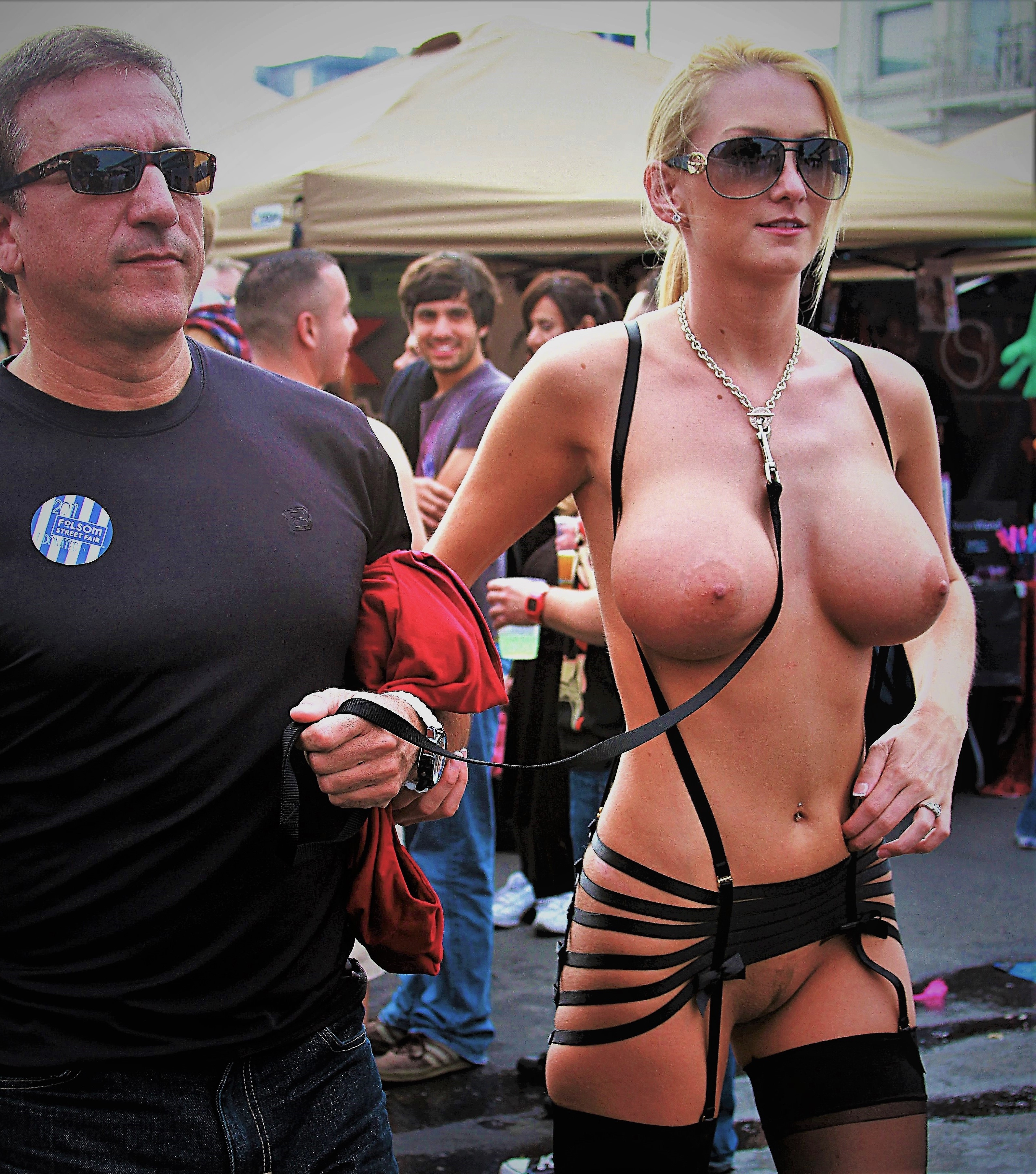
Una mujer desnuda es avergonzada públicamente desfilando desnuda en la Folsom Street Fair. Está sometida a bondage mediante el uso de una correa para perros cuyo extremo es sostenido por su maestro. Con todo ello sugiere que ha adoptado el rol sexual de mascota humana.

Son muchos los escenarios en los que puede realizarse la humillación sexual. Algunos de ellos pueden estar relacionados con el abuso verbal y otros en aspectos físicos.

### Humillación verbal
- Juegos de animal, refiriéndose al receptor como si fuese una mascota (perro, perra...); haciendo que el humillado coma alimentos para mascotas o beba en sus recipientes de agua.[3]
- Desprecio verbal, mediante el uso de palabras como chico, chica, señorita y mascota.
- Insultos y abuso verbal, como gordo, feo, estúpido, enfermo, asqueroso e insignificante.
- Nombres degradantes, como puta, mierda, perra, coño, y ramera.
- Referencias despectivas y crueles hacia los senos, aspecto facial, genitales (incluyendo que el tamaño del pene es pequeño, dificultades de erección, o estado de circuncisión), los glúteos, o sobre comportamientos relacionados con cómo camina, su sensibilidad e higiene.
- Requisitos para pedir permiso para realizar acciones cotidianas, como ir al baño, pedir dinero o comer.
- En el fetichismo del peso, el dominante puede humillar otro a partir de su peso, y llamarlo bajo diversos apodos como cerdito o gordinflón. También pueden burlarse del otro y de su autocontrol, golpear o palmetear partes de su cuerpo como el estómago.
- Repetición forzada, en el que el sometido se le obliga a repetir las órdenes que les dictaron y confirmarlas.
- Adulaciones forzadas, como considerar cada decisión que toma el dominante como sabia, correcta y justificable, mientras que suele alabar los rasgos físicos y personales del individuo.
- Uso constante de la burla, la mofa y dejarlo en ridículo
- Regañar al otro mediante una actitud comúnmente reservada a la que un adulto suele hacerle a un niño.[4]

### Humillación física
- Eyacular, escupir u orinar sobre el cuerpo del sumiso, especialmente sobre su rostro o boca (facial).
- "Penetración" anal forzada, mediante el uso de dildos, butt plugs, y objetos similares.
- Servidumbre sexual
- "Degradación" sexual forzada, incluyendo actos como el cunnilingus, el beso negro, y las felaciones.
- Responsabilidad y control detallado (micro-administración) en cuanto al tiempo empleado y las actividades que se van a realizar, incluyendo listas sobre qué hacer, instrucciones precisas de cómo hacer tales labores, y cómo actuar y comportarse exactamente.
- La humillación real es el acto de hacer que una persona lleve a cabo tareas específicas que involucren a personas reales que no están consciente sobre esa tarea o de la relación dominante que se toma en aquel escenario.
- Rituales y afectos específicos a adoptar. Esto incluye exhibiciones de servidumbre, como encender cigarrillos, caminar un paso detrás del dominante, hablar solo cuando se le permita, reglas sobre contacto visual, arrodillarse o prosternarse frente al dominante para esperar órdenes, comer en el suelo o solo cuando se le permite, y dormir en lugares poco apropiados.
- Urolagnia, acto de obligar al sumiso a beber su propia orina o la de otras personas.
- Coprofilia, acto de defecar sobre el cuerpo del sumiso. En prácticas más extremas como la Coprofagia el sumiso es obligado incluso a comerse los excrementos.
- Adoración corporal, incluyendo actos como besar o lamer los pies, zapatos, nalgas, ano, vulva, u otra parte del cuerpo del dominante, con el objetivo de presentar reconocimiento, sumisión, vergüenza, e incluso emociones positivas (como felicidad y emoción).
- Privación de intimidad, en el que incluye el hecho de que el sumiso no pueda salir de la habitación sin el consentimiento del dominante.
  - El dominante puede presenciar al sumiso mientras este use el baño.
  - Durante el período de esclavitud o servidumbre, el sumiso se le prohibió dejar la casa o ''calabozo'' a nivel general.
- Disciplina (BDSM), incluyendo disciplina inglesa, bofetadas, azotes, control y otros actos sadomasoquistas (como la tortura del pene y las bolas).
- Código de vestimenta (BDSM): Prescripciones y proscripciones de ropa, incluso en público.
  - Para las mujeres, un ejemplo común es que sean obligadas a usar solo bikini o lencería.
  - Para hombres, se les obliga a feminizarse y recurrir al transformismo.
  - También está la posibilidad de que tanto hombres como mujeres pueden estar completamente desnudos, con objetos decorativos como collares, pañales, bandas, tiaras y cadenas, como únicas excepciones.
- Negación sexual erótica, incluyendo el uso de un dispositivo de castidad.
- Utilizar símbolos externos de ''propiedad'', como el uso de collares.
- Humillación pública, en el que amigos, familiares o desconocidos del sumiso, están conscientes o incluso son testigos del trato que recibe. Este fetiche a menudo viene relacionado con el CFNM (Clothed Female Naked male) o CMNF (Clothed Male Naked Female), en el que el sumiso o sumisa es exhibido sin nada de ropa delante de gente vestida o el OON (Only One Naked), donde el sumiso es la única persona desnuda en algún evento o lugar público.
- Cosificación sexual, en el que el sumiso es tratado como un mueble viviente, como un reposapies, un cenicero o un contenedor de basura.
- Facesitting, un fetiche en el que la mujer se sienta sobre la cara del sumiso.
- Cornudo, un fetiche principalmente heterosexual en el que la mujer dominante tiene relaciones sexuales con un hombre ajeno a la relación, mientras que el hombre sumiso puede estar o no presente.[5] Si el hombre no estará presente, él decidirá qué vestimenta de usar su pareja en el momento en que la encuentre con el otro tipo, o podrían juntarse para que ella pueda contarle al respecto, ya sea mientras tiene relaciones sexuales o en momentos de retener el sexo. Si el hombre está presente durante el acto sexual, a este se le puede permitir o negar darse placer mientras los observa.  El cornudo puede o no, ser continuado por el acto sexual entre la pareja. En años recientes, el cornudo ha invertido los roles del acto (dónde el hombre tiene sexo con una mujer fuera de la relación) la cual comúnmente ha sido referido en el habla anglo como "cuckqueenery" o "cuckqueening" (a veces también deletreado como "cuckquean").[5] Otra variante de este último es cuando una pareja heterosexual, fantasea que el otro sujeto ya habría embarazado a la mujer.[6]
- El sumiso tiene que pedir permiso para llegar al orgasmo durante el sexo o la masturbación.
- El sumiso es obligado a utilizar una mordaza o accesorios que restrinjan el movimiento de su cuerpo.
- Masturbación forzada y de forma humillante.[7]
- Los enemas causa sentimientos de humillación, el cual es clave para los que participan en la clismafilia, y observar la posterior defecación, que aumenta todavía más esa humillación.[8]
- Candaulismo (exhibir imágenes íntimas de su pareja hacia otras personas, incluso ante la presencia de esta).

Algunas de estas humillaciones sexuales implican provocar dolor físico, pero la mayoría se basa en dejar en ridículo, mofar, degradar y avergonzar al otro.
Los juegos de rol sexual puede implicar humillación. Por ejemplo, una persona podría jugar el rol de un perro porque disfruta ser tratado como inferior, mientras que el dominante puede enfatizar la debilidad del estado de inferioridad hacia un animal, donde la otra persona adquiere el rol de perro sin un elemento de humillación, sino simplemente expresando un animal interior o espíritu juguetón.

## Psicología de la humillación
El fin de la humillación erótica consiste en someter al esclavo o al sumiso más por métodos mentales que puramente físicos.
La humillacion estimula generalmente algunas regiones del cerebro, las cuales están asociadas con el dolor físico, en la que concluye que los seres humanos evolucionaron al punto de recordar sus recompensas sociales y castigos tan fuertes, como lo hacen en torno a la recompensa o dolor físico relacionado con su ambiente. Al igual que cualquier forma de experimentación del dolor en medio de un contexto sexual, es esencial el consentimiento y (paradójicamente) un alto grado de conciencia y comunicación para garantizar que el resultado sea deseable, en lugar de que haya abusos. Por ejemplo, un sumiso disfrutaría ser insultado bajo ciertas maneras, pero si se decide otra forma de humillarlo, este podría sentirse devastado y se perdería la finalidad del acto.
El juego de la humillación también está conectado con el fetichismo sexual, en aquellas actividades no sexuales pueden sexualizarse por la asociación de la excitación, así como con el exhibicionismo en el sentido de querer que otras personas sean testigos (o sean excitados por otros que no sean testigos) de la degradación sexual de uno.
Para algunas personas, actos como los insultos son una manera de obtener la reducción del ego o superar las inhibiciones sexuales. Por ejemplo, entre parejas LGBT, hacen usos de términos asociados con la homofobia, como maricón y lesbiana.
Al igual que otros actos sexuales, algunas personas poseen fantasías sexuales relacionadas con la humillación, y otros de hecho la llevan a cabo como un estilo de vida o en una escena. Las fantasías sexuales relacionadas con humillaciones leves son más comunes. Algunos de sus roles (particularmente los juegos de mascota y juegos de edad) se combinan con el nivel de confianza y atención en la medida en que estos fetiches pueden considerarse ejercicios de confianza, en lugar de ser principalmente un mero fetiche de humillación. El deseo de estar por sobre la otra pareja durante el coito, la idea de "quedar atrapado" (como tener relaciones sexuales en un jardín o bosque), y la violación simulada son juegos emocionales que enfatizan el estado, la vulnerabilidad y el control. Aun así, para la mayoría de la gente sigue viendo esas ideas simplemente como fantasías; la gente podría tener fuerte reservaciones acerca de que tales fantasías se hicieran públicas, o que comprometan a su pareja en la vida real, por muy erótica que sea esta idea. Cuando alguien revela su fetiche hacia su pareja, es resultado de una gran confianza que poseen mutuamente. Sin embargo, el deseo de ser humillado puede ser una causa motivadora para la confesión, ya que solo el acto de confesarlo puede resultar ser humillante. Muchas personas se preocupan aproximadamente siendo ridiculizados para sus fetiches, y tal ridiculizar de sus socios podrían ser psicológicamente catastróficos. Por tanto, muchas personas utilizan humillación en línea (en qué el humiliator y otros están implicados vía el Internet, utilizando charla, correo electrónico, sitios web, etc.) como compromise entre exhibicionismo y realidad por un lado, y seguridad y anonimato en el otro.

## Humillación en línea
La humillación en línea corresponde al deseo de ser expuesto de bajo un contexto sexual vergonzoso en internet. Esta práctica permite a los sumisos encontrar parejas fetichistas alrededor del mundo. A medida que la internet ha estado y sigue creciendo constantemente, también lo ha hecho la humillación en línea. Reportes anécdoticos han revelado que es muchísimo más grande la proporción de hombres siendo dominados por mujeres en la internet, a través de algún tipo de servicio personal otorgado por ella, que casos de mujeres siendo dominados por otro hombre o una mujer.
Entre los métodos más comunes de humillación en línea se encuentran:
- Picota pública.
- Vergonzosas labores que consisten en que el sumiso debe publicar fotos o vídeos siendo humillado. El dominante puede requerir actos públicos o exponerse. A veces le piden al humillado que escriba una palabra denigrante en su cuerpo antes de ser fotografiado.
- Solicitar al sumiso de que coloque su nombre, dirección, número de teléfono, dónde trabaja, u otros datos personales.
- Requisitos para que el sumiso posean diarios en línea en donde detallan información personal, con cuanta frecuencia se masturba, pensamientos o fantasías, agregar técnicas o métodos que utiliza, y eliminación del semen (si es que el sumiso se le permite masturbarse).
- Pedirle al sumiso que adopte una posición de castidad, y que publique una imagen que muestre su estado.
- Abuso verbal.
- Realizando una oferta pública hacia artículos que revelan sus fetiches íntimos.
- Esclavitud monetaria, en la cual el sumiso debe de comprarle regalos al dominante, además de pagar sus facturas e impuestos, o permitir que el dominante tenga acceso a las cuentas bancarias y tarjetas de crédito del sumiso.
- Esclavitud de deberes, en la que el sumiso debe de hacer tareas u labores ocupacionales del dominante.
- Asignaciones repetitivas, como copiar la guía telefónica.
- Humillando al sumiso. cambiando su información en redes sociales.
- Controlar el computador del sumiso de forma remota, a través de un escritorio remoto que el sumiso debe de tener instalado en su computador.

Estas prácticas pueden realizarse a través de chats, webcams, correos electrónicos, sitios webs de contacto sadomasoquista, y espacios virtuales propietarios como Second Life o FetLife.